# Tephrosia spicata
Tephrosia spicata là một loài thực vật có hoa trong họ Đậu. Loài này được (Walter) Torr. & A.Gray miêu tả khoa học đầu tiên.